# Pleistodontes astrabocheilus
Pleistodontes astrabocheilus är en stekelart som beskrevs av Lopez-vaamonde, Dixon och Cook 2002. Pleistodontes astrabocheilus ingår i släktet Pleistodontes och familjen fikonsteklar. Inga underarter finns listade i Catalogue of Life.